# 井野俊郎
井野 俊郎（いの としろう、1980年〈昭和55年〉1月8日 - ）は、日本の政治家、弁護士。自由民主党所属の衆議院議員（5期）、自由民主党国会対策副委員長。
防衛副大臣兼内閣府副大臣、法務大臣政務官兼内閣府大臣政務官、伊勢崎市議会議員（1期）を歴任。

## 来歴
群馬県伊勢崎市生まれ（現住所は伊勢崎市田中町）。伊勢崎市立宮郷小学校、伊勢崎市立宮郷中学校卒業、東京農業大学第二高等学校、明治大学法学部卒業。
2004年、司法試験合格。2007年（平成19年）、弁護士登録。
2010年1月、伊勢崎市にて井野法律事務所を開設。同年4月、伊勢崎市議会議員選挙初当選。
2011年1月17日、自民党群馬県連が公募している群馬2区支部長の選考に応募。公募に応じた5名の中から井野が選出された。
同年12月22日、自民党本部は井野を同党群馬2区支部長にすることを正式に決定した。
2012年11月、伊勢崎市議会議員を辞職。同年12月、第46回衆議院議員総選挙に群馬2区から自由民主党公認で出馬し、日本維新の会の石関貴史を破り初当選。
2014年12月、第47回衆議院議員総選挙で再選。
2016年8月5日、第3次安倍第2次改造内閣で、法務大臣政務官兼内閣府大臣政務官に就任。
2017年10月、第48回衆議院議員総選挙で希望の党の石関貴史を破り3選。
2021年10月31日、第49回衆議院議員総選挙で4選。
2022年8月12日、第2次岸田第1次改造内閣にて防衛副大臣兼内閣府副大臣に就任した。
2023年10月20日、第212回国会にて議事進行係（第95代）に就任した。
2024年10月の第50回衆議院議員総選挙で5選。

## 政策・主張
- 幼稚園・保育所から大学までの教育無償化に賛成[18]。
- 「当面は財政再建のために歳出を抑えるのではなく、景気対策のために財政出動を行うべきだ」という意見にどちらかと言えば賛成（2017年）[18]。
  - 賛成（2021年）[19]。
- 時限的または恒久的に消費税率を引き下げることにどちらかと言えば賛成[19]。
- 「国債は安定的に消化されており、財政赤字を心配する必要はない」という意見に賛成[19]。
- 選択的夫婦別姓制度導入についてはどちらとも言えない[18]。
- 外国人労働者の受け入れを進めることについてはどちらとも言えない（2017年）[18]。
  - どちらかと言えば反対（2021年）[19]。
- 原子力規制委員会の審査に合格した原子力発電所の運転再開にどちらかと言えば賛成[18]。
- 北朝鮮に対して対話よりも圧力を優先することについて、どちらかと言えば賛成[19]。
- 「危機のときのアメリカによる協力を確実にするため、日米安保体制をもっと強化すべきだ」という意見にどちらかと言えば賛成[19]。
- 「日本にとって中国はパートナーである」という意見よりも「日本にとって中国は脅威である」という意見にどちらかと言えば賛成[19]。
- 非核三原則を堅持することに賛成[18]。
- 日本の防衛力を強化することに賛成[18]。
- 憲法改正に賛成。改正すべき項目として、戦争放棄と自衛隊、緊急事態条項、憲法改正の手続きを挙げた[18]。
- 「消費税の軽減税率を0％として全品目に適用すること」を掲げた『「令和の恐慌」回避のための50兆円規模の補正予算編成に関する提言』に賛同している[20]。

## 人物
尊敬する人物は高橋是清元首相。座右の銘は経世済民。父は元群馬県庁職員で、母は元小学校教員。井野は世襲議員ではないが、これは2023年現在、群馬県の小選挙区から選出された自民党衆議院議員の中では唯一である。

### 統一教会との関係
- 2014年3月、自身が所属する平成研究会の政治資金パーティーが行われた際、井野は、選挙区内の伊勢崎市にあるパソコン教室の運営会社の代表を窓口として、統一教会（現・世界平和統一家庭連合）の関係者にパーティー券4枚、計8枚を買ってもらった[25][26][27]。
- 2014年6月、井野の事務所は、統一教会の関係者を、国会と首相官邸の見学に案内した[27]。
- 2014年7月、統一教会の関係者5人が自民党に入党。井野の事務所は党費を肩代わりした[27]。
- 2015年2月、統一教会の関係者は井野の後援会「俊世会」を設立。井野の下の名前と、教団の名前から一文字ずつ取られた[27][28][29]。就任時期は不明だが、2019年に群馬県議会議員に初当選した斉藤優が代表を務めた[30]。
- 2016年11月、井野の事務所は、統一教会の関係者で「俊世会」のメンバーを、法務省と法務政務官室に招待した[31][27]。
- 2022年7月から8月にかけて、共同通信社は、全国会議員712人を対象に、統一教会との関わりを尋ねるアンケートを実施。8月31日に各議員の回答の全文を公表した。岸田文雄首相は8月8日の自民党臨時役員会で、統一教会をめぐり「政治家の責任で関係をそれぞれ点検し、適正に見直してもらいたい」と述べ、党所属国会議員全員に通達するよう指示[32]しながらも、自身はアンケートに答えることを拒否した[注 2]。井野もアンケートに答えることを拒否した[37][38]。

## エピソード
- 高校生の頃に「一生懸命頑張る人が報われる社会をつくりたい」と政治家を志すようになった[39][40]。
- 2012年8月、民主党の石関貴史が大阪維新の会との連携を模索していることに危機感を抱いた自民党県連が群馬2区の候補を知名度のある山本一太参院議員に差し替える検討を始めた[41][42]。最終的に自民党群馬県連会長の中曽根弘文参院議員が自身が第46回衆院選で全面的に井野をバックアップすることを確約し場を収めた[43][44]。
- 2017年の第48回衆院選では、NHKの開票特別番組が20時の投票終了と同時に最初に井野の当選確実を報じた[45]。
- 2020年、昨年7月に公開した2018年分の資産補充報告書の訂正を届け出た。土地の固定資産税課税標準額を報告なしから875万円に改めた[46]。
- 上毛新聞のインタビューに対して、これまでに現代貨幣理論（MMT）を勉強してきたと語った（2021年1月19日付上毛新聞掲載）[47]。
- 菅義偉の首相就任に伴い、2020年秋に自民党青年局で青年局部長の役職に就いた[47]。
- 井野は2021年の第49回衆院選用の所謂2連ポスターの相手として、中曽根康弘元首相の息子であり中曽根康隆衆院議員の父でもある中曽根弘文参院議員を選んだ[48]。そのほかに、地元の県議会議員と井野の2連ポスターも作成された[48]。
- 2024年の自民党総裁選においては、同じ平成研に所属していた茂木敏充への支持を表明した[49]。

### 国会審議中の問題行動
毎日新聞は2020年5月13日の衆院内閣委員会で、自民党の平井卓也が議事中に審議とは関係のないタブレット画面（巨大なワニの動画）を約5分間閲覧していたことを確認し、自民党の大西宏幸が議事中に審議とは関係のない書籍『皇国の守護者１ 反逆の戦場』（中公文庫）を約20分間閲覧していたことを確認した。
平井・大西両名の問題行為を受けて、毎日新聞は同年5月から6月にかけて各委員会や本会議を任意に選んで同様の行為がないか傍聴席から調査した。調査の結果、井野が2020年6月18日の沖縄及び北方問題に関する特別委員会にて、審議とは関係のない書籍『女帝 小池百合子』（文藝春秋）を約2時間読み続けていたことが同紙の記者により確認された。また、同調査では井野以外の7人（自民6人・立民1人）も審議とは関係のないスマホ画面や書籍を閲覧していたことが記者により確認された。
元参院事務局職員の武蔵勝宏・同志社大教授（政治学）は上記のような問題行為が頻発する構造的問題として、与党のほうが人数が多いのに野党に見せ場を用意するために質問時間は野党側に多く割り振られることがあり、与党議員は質問の機会もないまま定足数要員として席に座らされているだけであることを指摘。自民党議員の質問機会を増やすことや定足数を減らして委員会の出席議員を厳選することなどの国会改革が必要であるとの認識を示した。

## 所属団体・議員連盟
- 自民党たばこ議員連盟[55]
- ボーイスカウト振興国会議員連盟
- TPP交渉における国益を守り抜く会
- 日本の未来を考える勉強会[56]
- 責任ある積極財政を推進する議員連盟[57]
- 自民党青年局[58]

## 選挙歴
| 当落 | 選挙                   | 執行日         | 選挙区  | 政党   | 得票数    | 得票率 | 定数 | 得票順位 /候補者数 | 政党内比例順位 /政党当選者数 |
| ---- | ---------------------- | -------------- | ------- | ------ | --------- | ------ | ---- | ------------------ | ---------------------------- |
| 当   | 伊勢崎市議会議員選挙   | 2010年 4月25日 | ――      | 無所属 | 3413票    |        | 32   | 2/41               | /                            |
| 当   | 第46回衆議院議員総選挙 | 2012年12月16日 | 群馬2区 | 自民党 | 8万7309票 | 49.58% | 1    | 1/4                | /                            |
| 当   | 第47回衆議院議員総選挙 | 2014年12月14日 | 群馬2区 | 自民党 | 8万4530票 | 53.62% | 1    | 1/3                | /                            |
| 当   | 第48回衆議院議員総選挙 | 2017年10月22日 | 群馬2区 | 自民党 | 8万9219票 | 55.88% | 1    | 1/3                | /                            |
| 当   | 第49回衆議院議員総選挙 | 2021年10月31日 | 群馬2区 | 自民党 | 8万8799票 | 54.03% | 1    | 1/3                | /                            |
| 当   | 第50回衆議院議員総選挙 | 2024年10月27日 | 群馬2区 | 自民党 | 7万8416票 | 53.20% | 1    | 1/3                | /                            |